# Споразум у Бадену
Споразум у Бадену је био споразум којим су окончана непријатељства између Француске и Светог римског цаства које су биле у Рату за шпанско наслеђе. Потписан је 7. септембра 1714. у Бадену у Швајцарској и његове одредбе сагласне су одредбама споразума у Утрехту и Раштату, и њиме је заправо Карло VI прихватио одредбе Споразума у Утрехту. Рат је најзад био окончан. Најзначајније одредбе споразума су следеће:
- Шпанска Низоземска је потпала под аустријску власт као и шпанске територије у Италији: Напуљ, Милан, Мантова и Сардинија.

- Француској је дозвољено да задржи Алзас док је морала да врати све територије са друге стране Рајне.

- Кнежевима изборницима Баварске и Келна враћене су њихове територије.

- Карло VI је задржао титулу краља Шпаније и право на шпанско наслеђе али ово није имало никаквог практичног смисла с обзиром да је Филип V признат за краља Шпаније.